# Complexo de Túmulos Koguryo
O Complexo de Túmulos Koguryo localiza-se na região sul da Província de Pionguiangue desde 427 d.C, capital do país e Nampho, sul da Província de Hwangghae, na Coreia do Norte e foi incluído em 2004 na lista de Património Mundial da UNESCO. O sítio consiste em 30 túmulos (individuais e coletivos), sendo muitos destes ricamente ilustrados com murais e afrescos e relatam, como testemunho único, a vida e época do período entre 3 a.C até 7 d.c que a dinastia Koguryo dominou uma vasta região que compreende parte da atual Coreia do Norte e regiões da China.

## Ver Também
- Koguryo

## Ligações Externas
- (em inglês) Localização de cada um dos túmulos